# Humlenäs
Humlenäs är ett 77 hektar stort naturreservat och Natura 2000-område sydost om sjön Hummeln i Oskarshamns kommun i Småland.
Naturreservatet Humlenäs uppvisar ett gammeldags småländskt odlingslandskap med karaktäristiska ängs- och hagmarker omgivna av gärdesgårdar. Landskapet är kuperat, blockrikt och genomkorsas av slingrande grusvägar. Vegetationen är frodig med stora inslag av ädellövskog såsom ek, lind och lönn. Hamlade träd finns på ängarna och längs åkrarna.  
Två besöksparkeringar finns i området. Förvaltare av naturreservatet är Länsstyrelsen i Kalmar län.